# Parque Nacional Chaco
O Parque Nacional Chaco se encontra na Província de Chaco, Argentina, a 120 km da cidade de Resistencia. Foi criado em 1954 e possui cerca de 15.000 hectares.
O objetivo da sua criação foi a proteção da paisagem do Chaco Oriental. 
O clima é subtropical cálido, com algumas chuvas no verão.